# Ваганов, Александр Филиппович
Александр Филиппович Ваганов (1 января 1928 года — 28 февраля 2013 года) — советский передовик производства, машинист экскаватора Джидинского вольфрамово-молибденового комбината Бурятского совнархоза, Герой Социалистического Труда (1961).

## Биография
Родился 1 января 1928 года на прииске Ивановка, ныне поселок Ивановка Закаменского района (Бурятия).
С 1942 года, в возрасте четырнадцати лет начал свою трудовую деятельность. С 1943 года работал старателем на приисках Гуджирка и Ивановка, с 1947 г. — на Первомайском руднике. Окончил Закаменскую вечернюю школу (школу рабочей молодёжи). С 1949 по 1953 год служил в Советской Армии.
С 1954 года работал на Джидинском вольфрамово-молибденовом комбинате сначала забойщиком-взрывником, затем машинистом экскаватора.
После введения новых повышенных норм выработки одним из первых стал выполнять их на 110—115 %.
9 июня 1961 года  Указом Президиума Верховного Совета СССР «за выдающиеся успехи, достигнутые в деле развития цветной металлургии» был удостоен звания Героя Социалистического Труда с вручением Ордена Ленина и золотой медали «Серп и Молот».
Без отрыва от производства окончил техникум. С 1964 г. работал начальником дробильного отделения обогатительной фабрики, начальником цеха, с 1970 г. — освобождённым председателем профкома комбината.
Занимался и общественной деятельностью: избирался депутатом Верховного Совета Бурятской АССР, членом ревизионной комиссии республиканского комитета КПСС и членом ревизионной комиссии Центрального комитета профсоюзов. 
После выхода на пенсию жил в городе Закаменск, затем в Улан-Удэ.
Умер 28 февраля 2013 года.

## Награды и звания
- Медаль «Серп и Молот» (9.06.1961)
- Орден Ленина (9.06.1961)
- Медаль «За доблестный труд в Великой Отечественной войне 1941—1945 гг.»
- Медаль «Ветеран труда»

### Звание
- Почётный гражданин Республики Бурятия (24.06.2003[2])